# Великий план (кінематограф)

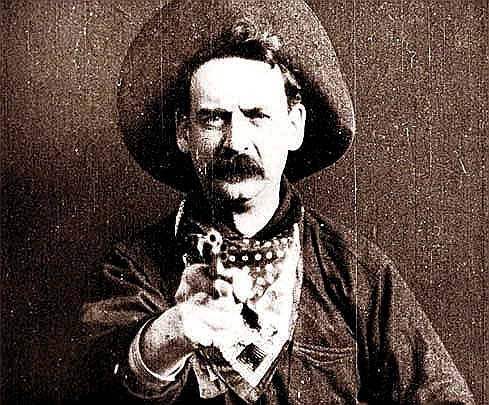
Один з перших в історії кіно великих планів у фільмі «Велике пограбування потяга»

Великий план або крупний план — поняття в кінематографі і на телебаченні, що позначає розташування камери, при якому більшу частину кадру займає обличчя людини. У фотографії великому плану найчастіше відповідає поняття «портрет». Ще більше зображення частини обличчя або невеликого предмета називається «деталь». Розмір, при якому в кадрі видно тільки очі актора, іноді називається італійський план, через свою популярність у спагеті-вестернах.
Великий план концентрує увагу глядача на конкретному персонажі та його переживаннях.

## Історія великого плану
Попри давню традицію портретів, по пояс і по груди, у фотографіях та образотворчому мистецтві, більшість перших кінематографістів знімали свої фільми тільки загальним планом. Протягом перших десятиліть німого кінематографа простір екрана сприймався як театральна сцена. Тому акторів було заведено показувати в повний зріст, і кадри, в яких вони випадково наближались занадто близько до камери, вважалися бракованими, тому що «людина не може ходити без ніг». Серед дослідників історії кіно немає єдиної думки щодо того, хто першим використав великий план. Більшість вважають першовідкривачем у цій галузі Джорджа Альберта Сміта, який знімав великі деталі у своїх картинах «Що видно в телескоп» і «Бабусина лупа». Майже одночасно, в 1901 році Джеймс Вільямсон дає дуже великий план у фільмі «Великий ковток», коли головний герой наближається до камери та ковтає її. Через два роки великий план був використаний в картині «Велике пограбування потяга». Проте, ці випадки були поодинокими, оскільки для кіноглядачів початку XX століття було незвичним обрізання людської фігури рамкою кінокадру. Це сприймалося при першому враженні як показ натурального розчленування.
Лише через десятиліття Девід Ворк Ґріффіт відкриває для себе великий план у картині «Телеграфістка з Лоундейла»: тут великим планом показаний розвідний ключ, яким злочинця лякають замість пістолета. Режисер став одним із перших, хто почав активно використовувати великі плани у своїх фільмах. У звуковому кіно великі плани виявилися найбільш критичними до точності синхронізації, оскільки розбіжність артикуляції з фонограмою особливо помітно. З цієї причини великі плани намагаються не переозвучувати в студії, а відразу знімати синхронно. Крім того, великі плани критичні до якості гриму та установки операторського освітлення, як і портрет у фотографії. Рішення про зйомку того чи іншого монтажного кадру середнім, загальним або великим планом приймається на стадії підготовки режисерського сценарію. При документальній зйомці оператор вибирає розмір плану самостійно, керуючись базовими правилами монтажу.
Попри те, що в більшості випадків великий план знімається довгофокусним об'єктивом, він може бути отриманий і при використанні короткофокусної оптики з близької відстані, однак це може призводити до спотворення пропорцій обличчя.